# Józefa Genderka-Moskowczanka
Józefa Genderka-Moskowczanka – polska „Sprawiedliwa wśród Narodów Świata”. 

## Życiorys
W trakcie II wojny światowej Józefa, mieszkanka Miechowa w powiecie kieleckim, opiekowała się żydowskim dzieckiem – trzyletnią Hanną Apelsztajn, która byłą córką Rachel. Rodzina od 1940 r. uciekała z Łodzi, Włoszczowy, aż do Miechowa. Przygarnęła ją jesienią 1942 r., podczas likwidacji miechowskiego getta. Było to zrządzenie losu, bowiem dziewczynka została wypchnięta przez własną matkę z grupy prowadzonej na śmierć i trafiła do Józefy.  
18 stycznia 1983 r. Instytut Jad Waszem uhonorował Józefę medalem „Sprawiedliwy wśród Narodów Świata”.